# Główny Grzbiet Karkonoszy
Grzbiet Główny (1000–1400 m n.p.m.) – długi grzbiet górski w Sudetach Zachodnich, w partii szczytowej pasma Karkonoszy o łącznej długości około 50 km.

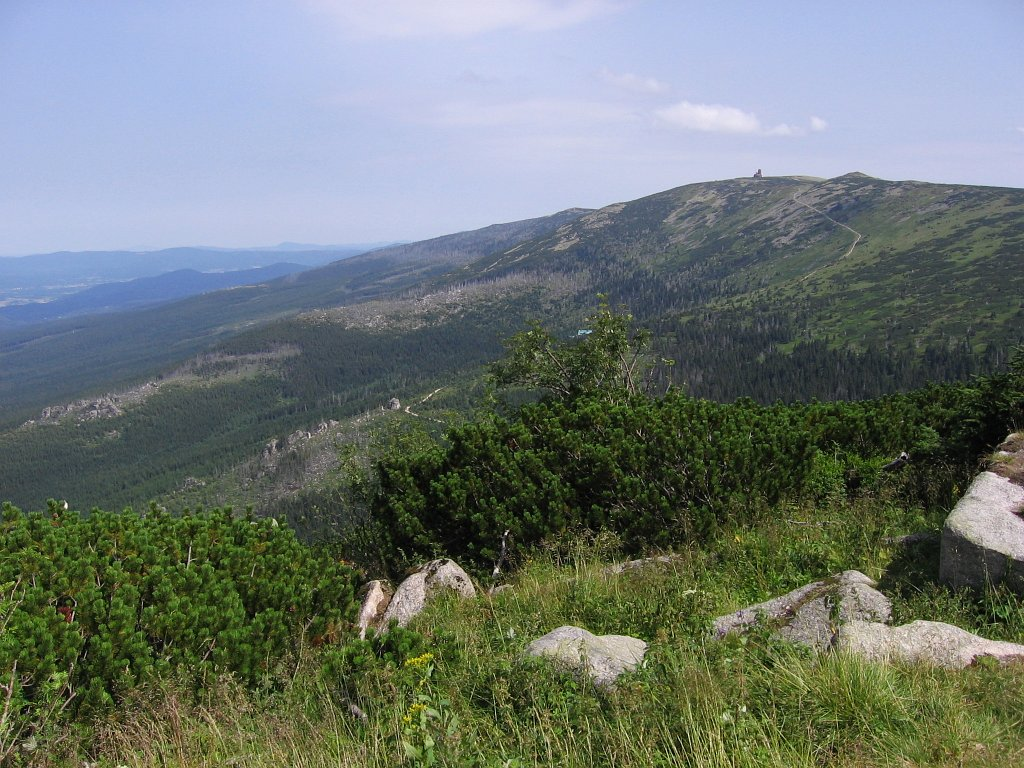
Główny Grzbiet Karkonoszy w okolicy Łabskiego Szczytu

## Położenie
Rozciąga się między Przełęczą Szklarską (886 m n.p.m.) po zachodniej stronie, oddzielającą grzbiet od Gór Izerskich a Przełęczą Okraj (1046 m n.p.m.), na wschodzie oddzielającą go od Lasockiego Grzbietu. Od północy grzbiet ograniczony jest stokiem Karkonoszy, które przechodzi w Karkonoski Padół Śródgórski, a ten w Pogórze Karkonoskie, a następnie w Kotlinę Jeleniogórską.

## Opis
Główny Grzbiet Karkonoszy jest wyniesiony nad Kotlinę Jeleniogórską o ponad 1200 m. Ma on charakter rozległej, zrównanej i poprzecinanej przełęczami wierzchowiny, z której wznosi się większość karkonoskich szczytów. Główny Grzbiet Karkonoszy  dzieli się na trzy części: Śląski Grzbiet, Czarny Grzbiet i Kowarski Grzbiet.
Śląski Grzbiet (czes. Slezský hřebet) ciągnie się od Przełęczy Szklarskiej do Przełęczy pod Śnieżką (1394 m), podzielony jest Przełęczą Karkonoską (1198 m n.p.m.) i Przełęczą Dołek (1178 m n.p.m.) na dwie części – zachodnią oraz wschodnią.
Czarny Grzbiet (Obří hřeben) ze Śnieżką (1602 m n.p.m. – najwyższym szczytem Sudetów) i Czarną Kopą (1407 m) dochodzi do Przełęczy Sowiej (1164 m n.p.m.).
Kowarski Grzbiet (Stříeha) kończy się na Przełęczy Okraj (1046 m n.p.m.), gdzie łączy się z biegnącym południkowo Lasockim Grzbietem (Pomezní hřeben) z Łysociną (1188 m n.p.m.) i Kopiną (910 m n.p.m.).
Czesi Śląski grzbiet nazywają Západní Slezský hřbet, a Czarny i Kowarski Grzbiet – Východní Slezský hřbet.
Równolegle do Śląskiego Grzbietu, oddzielony obszarem źródliskowym Łaby (Sedmídolí), biegnie po stronie czeskiej Czeski Grzbiet (Český hřebet), rozcięty w okolicach Szpindlerowego Młynu (Špindlerův Mlýn) głęboką na kilkaset metrów doliną Łaby (Důl Labé). Oba grzbiety łączą się na Równi pod Śnieżką i Łabskiej Łące (Labská louka). Najwyższym wierzchołkiem Grzbietu Czeskiego i zarazem drugim co do wysokości w Karkonoszach jest Łączna Góra (Lučni hora, 1555 m n.p.m.).

## Rzeźba
Rzeźbę wierzchowiny grzbietu stanowią kopulaste garby, niecki denudacyjne, formy peryglacjalne: gołoborza, ostańce skalne, ponadto rozległe torfowiska wysokie. Powierzchnia wierzchowinowa przechodzi wyraźnym załomem w północny stok Karkonoszy. W kilku miejscach wierzchowina podcięta jest karami lodowcowymi. Są to: Śnieżne Kotły (Wielki i Mały), Czarny Kocioł Jagniątkowski, Kocioł Wielkiego Stawu, Kocioł Małego Stawu i Kocioł Łomniczki, a po południowej stronie: Labský důl i Úpská jáma. Na północnym stoku, występują też nisze niwalne: Szrenicki Kocioł, Łabski Kocioł, kocioł pod Śmielcem, kocioł pod Tępym Szczytem, Kocioł Smogorni i Biały Jar.

## Budowa geologiczna
Główny Grzbiet Karkonoszy zbudowany jest ze skał magmowych oraz metamorficznych. Grzbiet Śląski w całości składa się z granitów, Czarny Grzbiet oraz Kowarski Grzbiet tworzą skały metamorficzne należące do wschodniej osłony granitu karkonoskiego. Są to gnejsy, łupki łyszczykowe, łupki łyszczykowe z granatami, łupki kwarcowe, skarny i inne. Masyw Śnieżki, przedw wszystkim wierzchołek, zbudowany jest w znacznej mierze z hornfelsów, niższe partie zachodnich i północnych stoków z granitu.

## Klimat
Grzbiet położony jest w strefie górnoreglowej i subalpejskiej. Występuje tu klimat ostry, subpolarny z niskimi temperaturami i dużą ilością opadów. Cechą klimatu są gwałtowne zmiany pogody i częste wiatry fenowe osiągające duże prędkości i powodujące w zimie i na wiosnę bardzo szybkie topnienie śniegu. Często w szczytowych partiach występuje mgła.

## Wody
Głównym Grzbietem przebiega dział wód między Morzem Bałtyckim a Morzem Północnym. W obrębie grzbietu mają swe źródła liczne potoki o gwałtownym spadku. Jedynie po stronie polskiej znajdują się jeziora polodowcowe Wielki Staw i Mały Staw oraz niewielkie Śnieżne Stawki.

## Roślinność
Wierzchowina w większości porośnięta jest kosodrzewiną, a ponad nią sterczą wierzchołki pokryte gołoborzami, gdzie jedyną roślinność stanowią porosty naskalne (wzorzec geograficzny). Niższe partie Grzbietu porastają górnoreglowe lasy świerkowe. Duże powierzchnie zarówno na wierzchowinie, jak i na zboczach zajmują torfowiska.

## Ochrona przyrody
Grzbiet położony jest na terenie Karkonoskiego Parku Narodowego oraz czeskiego Karkonoskiego Parku Narodowego (czes. Krkonošský národní park, KRNAP). Niższe partie zboczy po stronie polskiej nie są w większości chronione.

## Turystyka
Na samym Grzbiecie znajdują się schroniska turystyczne: „na Szrenicy”, „Odrodzenie”, „Dom Śląski” i „Na Przełęczy Okraj” oraz „Petrova bouda”, „Špindlerova bouda”, „Jelenka” i „Pomezní bouda”. Na zboczach są to: „na Hali Szrenickiej”, „Pod Łabskim Szczytem”, „Samotnia”, „Strzecha Akademicka”, „Nad Łomniczką”, „Vosecká bouda”, „Labská bouda”, „Martinova bouda”, „Moravska bouda”, „Luční bouda”, a w jego dolnych partiach „Kamieńczyk”.
Przez całą partię szczytową grzbietu wzdłuż granicy prowadzi szlak turystyczny:
 – czerwony, będący fragmentem Głównego Szlaku Sudeckiego prowadzący ze Szklarskiej Poręby na Przełęcz Okraj i dalej. Od dołu, z obu stron dochodzi do niego wiele szlaków z różnych miejscowości.